# Alexandra Binnenkade
Alexandra Binnenkade (* 1969) ist eine Schweizer Historikerin.

## Leben
Alexandra Binnenkade studierte Allgemeine Geschichte des Mittelalters und der Neuzeit, Kunstwissenschaft und Völkerrecht an der Universität Basel und beendete das Studium mit einer historisch-anthropologischen Lizentiatsarbeit zum Streik der Gotthardtunnel-Arbeiter von 1875.
2007 wurde sie an der Universität Basel promoviert. Für ihre Doktorarbeit über den Alltag im jüdisch-christlichen Dorf Lengnau im 19. Jahrhundert erhielt sie 2008 den Preis der Geisteswissenschaftlichen Fakultät. 2010/11 arbeitete sie als Post-doc-Stipendiatin des Schweizerischen Nationalfonds an einer Fallstudie über Formen der Vermittlung von Gewalt im Geschichtsunterricht. Sie habilitierte sich 2022 in Basel mit der Arbeit Know Your Violence. The Civil Rights Movement in Public History 1960–2010 für Allgemeine Geschichte der Neuzeit und ist als Lehrbeauftragte am Departement für Geschichte an der Universität Basel.

## Schriften (Auswahl)
- Sprengstoff. Der Streik der italienischen Gotthardtunnelarbeiter – Alltag und Konflikt im Eisenbahnerdorf Göschenen 1875. Schönauer, 2018. Zugleich unveröffentlichte Lizentiatsarbeit Basel 1966 (Interviews mit ihr zum Thema im Film Mythos Gotthard).
- Sturmzeit. Die Evangelisch-Reformierte Landeskirche des Kantons Aargau zwischen 1933 und 1948. Baden 1999.
- ÜberLebenErzählen. Lebensgeschichtliche Interviews im Geschichtsunterricht. Didaktisches Begleitheft, Zürich 2007.
- KontaktZonen. Jüdisch-christlicher Alltag in Lengnau. Köln 2009 (Dissertation).
- Alexandra Binnenkade, Aram Mattioli (Hrsg.): Die Innerschweiz im frühen Bundesstaat (1848-1874). Gesellschaftsgeschichtliche Annäherungen (= Clio Lucernensis. Band 6). Zürich 1999.